# Справа СК1
«Справа СК1» (фр. L'Affaire SK1) — французький кримінальний трилер 2015 року, поставлений режисером-дебютантом Фридериком Тельльє. Фільм було номіновано у 2-х категоріях на здобуття кінопремії «Сезар» 2016 року — за найкращий дебютний фільм та найкращий адаптований сценарій .

## Сюжет
Париж, 1991 рік. Молодий детектив Франк Мань (Рафаель Персонас) прийшов працювати в судову поліцію на Набережній Орфевр, 36 у бригаді кримінального розшуку. Перша справа, яку він розслідує, стосується звірячого вбивства юної дівчини. Справу, на жаль, було закрито, а злочинця так і не знайшли. Протягом наступних восьми років подібні злочини періодично повторювалися, але довести, що ця справа рук одного й того ж маніяка Франку так і не вдавалося. Для глибокого розслідування детективу бракує і ресурсів, і відповідних розпоряджень з боку бюрократичного апарату. Але Мань вирішує не опускати рук і знайти мерзотника, в існування якого ніхто не вірить.

## У ролях
| Рафаель Персонас | ···· | Франк Мань (Шарлі) |
| Наталі Бей       | ···· | Фредеріка Понс     |
| Олів'є Гурме     | ···· | Бугун              |
| Мішель Вюєрмоз   | ···· | Карбонель          |
| Адам Ніна        | ···· | Гай Жорж           |
| Кріста Тере      | ···· | Елізабет Ортега    |
| Т'єррі Невік     | ···· | Женсен             |
| Вільям Наділам   | ···· | адвокат Гая Жоржа  |
| Маріанна Денікур | ···· | Мартін Монтель     |
| Хлоя Стефані     | ···· | Корінна            |

## Визнання
| Нагороди та номінації фільму «Справа СК1» | Нагороди та номінації фільму «Справа СК1» | Нагороди та номінації фільму «Справа СК1» | Нагороди та номінації фільму «Справа СК1» | Нагороди та номінації фільму «Справа СК1» | Нагороди та номінації фільму «Справа СК1» |
| Рік                                       | Кінофестиваль/кінопремія                  | Категорія/нагорода                        | Номінант                                  | Результат                                 |                                           |
| ----------------------------------------- | ----------------------------------------- | ----------------------------------------- | ----------------------------------------- | ----------------------------------------- | ----------------------------------------- |
| 2016                                      | Премія «Люм'єр»                           | Найкращий кінооператор                    | Матіас Букар                              | Номінація                                 |                                           |
| 2016                                      | Премія «Сезар»                            | Найкращий дебютний фільм                  | Справа СК1                                | Номінація                                 |                                           |
| 2016                                      | Премія «Сезар»                            | Найкращий адаптований сценарій            | Давид Ельгоффен, Фридерик Телльє          | Номінація                                 |                                           |